# Mindorodolksteekduif
De mindorodolksteekduif (Gallicolumba platenae) is een duif uit het geslacht Gallicolumba. De vogel werd in 1893 geldig beschreven door de Italiaanse vogelkundige Tommaso Salvadori en vernoemd naar zijn Duitse collega Carl Constantin Platen. Het is een ernstig bedreigde, endemische vogelsoort van het Filipijnse eiland Mindoro.

De Filipijnse naam voor de Mindoro dolksteekduif is Punalada.

## Kenmerken
De mindorodolksteekduif is 26 tot 30 cm lang en is daarmee gemiddeld van grootte. Het is een plompe vogel met een korte staart. Een opvallend kenmerk van alle doksteekduiven is de rode of oranje vlek op hun borst. Dit is dan ook de reden van hun naamgeving. De vijf soorten lijken sterk op elkaar, maar zijn te onderscheiden door hun kleuren. De mindorodolksteekduif heeft een witte borst en onderkant op een kleine oranje vlek en een halve grijze borstband na. De kop is grijs van voren. De bovenkant van de kop, de nek, zijkanten van de nek en borst zijn grijs met een paarse en groene gloed daardoorheen. De rug en een groot deel van de vleugels zijn paarsachtig tot kastanjebruin. Het begin van de vleugels is zwart met witte plekken. De uiteinden van de vleugels zijn grijsbruin van kleur. Midden op de vleugel lopen twee banden van zwart witte stippen over de breedte van de vleugel. De snavel is zwart van kleur. De poten roze.

## Verspreiding, leefgebied en foerageergewoonte
De mindorodolksteekduif komt voor op de stenige, zacht hellende ondergrond met ondergroei met bamboe en rotanpalm (Calamus rotang) in regenwoud, meestal onder de 400 m, maar ook wel tussen de 750 en 800 m boven de zeespiegel. De Mindoro-dolksteekduif eet zaden, bessen en larven van kevers die het bijeenscharrelt op de bosgrond.

## Voortplanting
Hun nest kan gevonden worden op zo'n 1,5 meter boven de bosgrond en net als de andere dolksteekduiven legt deze soort meestal 2 eieren per keer.

## Status
De mindorodolksteekduif heeft een zeer klein en versnipperd verspreidingsgebied en daardoor is de kans op uitsterven aanwezig. De grootte van de populatie werd in 2016 door BirdLife International geschat op 50 tot 250 volwassen individuen en de populatie-aantallen nemen af. De vogel komt nog voor in beschermde gebieden zoals het nationale park Iglit-Baco. Het leefgebied van deze duif is enorm afgenomen door houtkap en zwerflandbouw. Bovendien worden grondbewonende hoenders bejaagd met strikken en daarbij worden deze duiven ook slachtoffer. Om al deze redenen staat deze soort als ernstig bedreigd (kritiek) op de Rode Lijst van de IUCN.